# FC Rapid Innsbruck
FC Rapid Innsbruck war ein österreichischer Fußballverein aus der Tiroler Landeshauptstadt Innsbruck, der 1922 mit dem FC Wacker Innsbruck fusionierte.
Der FC Rapid Innsbruck war neben ATV Innsbruck, FC Germania Innsbruck, SV Innsbruck, FC Veldidena Innsbruck und FC Wacker Innsbruck, einer jener Vereine, die den Gauverband Tirol, den Vorläufer des Tiroler Fußballverbandes, 1919 gründeten.

## Geschichte
| 1919–1923                                                                                              | 1919–1923                                | 1919–1923                                | 1919–1923                                | 1919–1923                                | 1919–1923                                | 1919–1923                                | 1919–1923                                |
| Saison                                                                                                 | Platz (Teiln.)                           | Sp                                       | S                                        | U                                        | N                                        | Tore                                     | Pkt.                                     |
| Qualifikation für Tiroler A-Liga 1920/21                                                               | Qualifikation für Tiroler A-Liga 1920/21 | Qualifikation für Tiroler A-Liga 1920/21 | Qualifikation für Tiroler A-Liga 1920/21 | Qualifikation für Tiroler A-Liga 1920/21 | Qualifikation für Tiroler A-Liga 1920/21 | Qualifikation für Tiroler A-Liga 1920/21 | Qualifikation für Tiroler A-Liga 1920/21 |
| --- | ---------------------------------------- | ---------------------------------------- | ---------------------------------------- | ---------------------------------------- | ---------------------------------------- | ---------------------------------------- | ---------------------------------------- |
| 1919/20                                                                                                | Aufstieg des FC Rapid Innsbruck          | Aufstieg des FC Rapid Innsbruck          | Aufstieg des FC Rapid Innsbruck          | Aufstieg des FC Rapid Innsbruck          | Aufstieg des FC Rapid Innsbruck          | Aufstieg des FC Rapid Innsbruck          | Aufstieg des FC Rapid Innsbruck          |
| Tiroler A-Klasse                                                                                       |                                          |                                          |                                          |                                          |                                          |                                          |                                          |
| 1920/21                                                                                                | 04. (5)                                  | 08                                       | 02                                       | 01                                       | 05                                       | 19:19                                    | 05                                       |
| 1921/22                                                                                                | 02. (4)                                  | 03                                       | 02                                       | 0                                        | 01                                       | 5:2                                      | 04                                       |
| 1922/23 1                                                                                              | 03. (4)                                  | 06                                       | 02                                       | 02                                       | 02                                       | 6:13                                     | 06                                       |
| Legende                                                                                                |                                          |                                          |                                          |                                          |                                          |                                          |                                          |
| | Aufstieg                                 |                                          |                                          |                                          |                                          |                                          |                                          |
| 1 1922/23: FC Wacker fusionierte mit FC Rapid Innsbruck und spielte unter dem Namen FC Sturm Innsbruck |                                          |                                          |                                          |                                          |                                          |                                          |                                          |

Eines der ersten Spiele von FC Rapid Innsbruck als FM Kriketer, von dem in der Zeitung Allgemeiner Tiroler Tagesanzeiger berichtet wird, fand im Oktober 1913 gegen Premiere Innsbruck statt und endete mit einer 1:2-Niederlage. Zwischen Oktober 1913 und Juli 1914 wurde der Verein in FC Rapid Innsbruck umbenannt. Am 19. Juli 1914 fand ein Spiel gegen FC Wacker Innsbruck statt und endete mit einem 4:1-Sieg des FC Wacker Innsbruck.
Am 18. September 1920 trug das Gründungsmitglied des Tiroler Fußballverbandes schließlich sein erstes Tiroler A-Meisterschaftsspiel aus, es endete 1:1 gegen den FC Wacker Innsbruck. Nachdem es für die Schwarz-Grünen jedoch nicht richtig laufen wollte, fand sich der Verein 1922 als Tabellenletzter wieder. Um den Abstieg zu verhindern, fusionierte FC Wacker Innsbruck mit FC Rapid Innsbruck, der 1922 Zweiter wurde, und legte sich den neuen Namen FC Sturm Innsbruck zu. Wegen Uneinigkeit der Funktionäre und Spieler folgte jedoch 1923, trotz eines dritten Tabellenplatzes, die Auflösung des Vereines.